# Shannonomyia (Shannonomyia) hoffmani
Shannonomyia (Shannonomyia) hoffmani is een tweevleugelige uit de familie steltmuggen (Limoniidae). De soort komt voor in het Neotropisch gebied.